# Барбера (виноград)

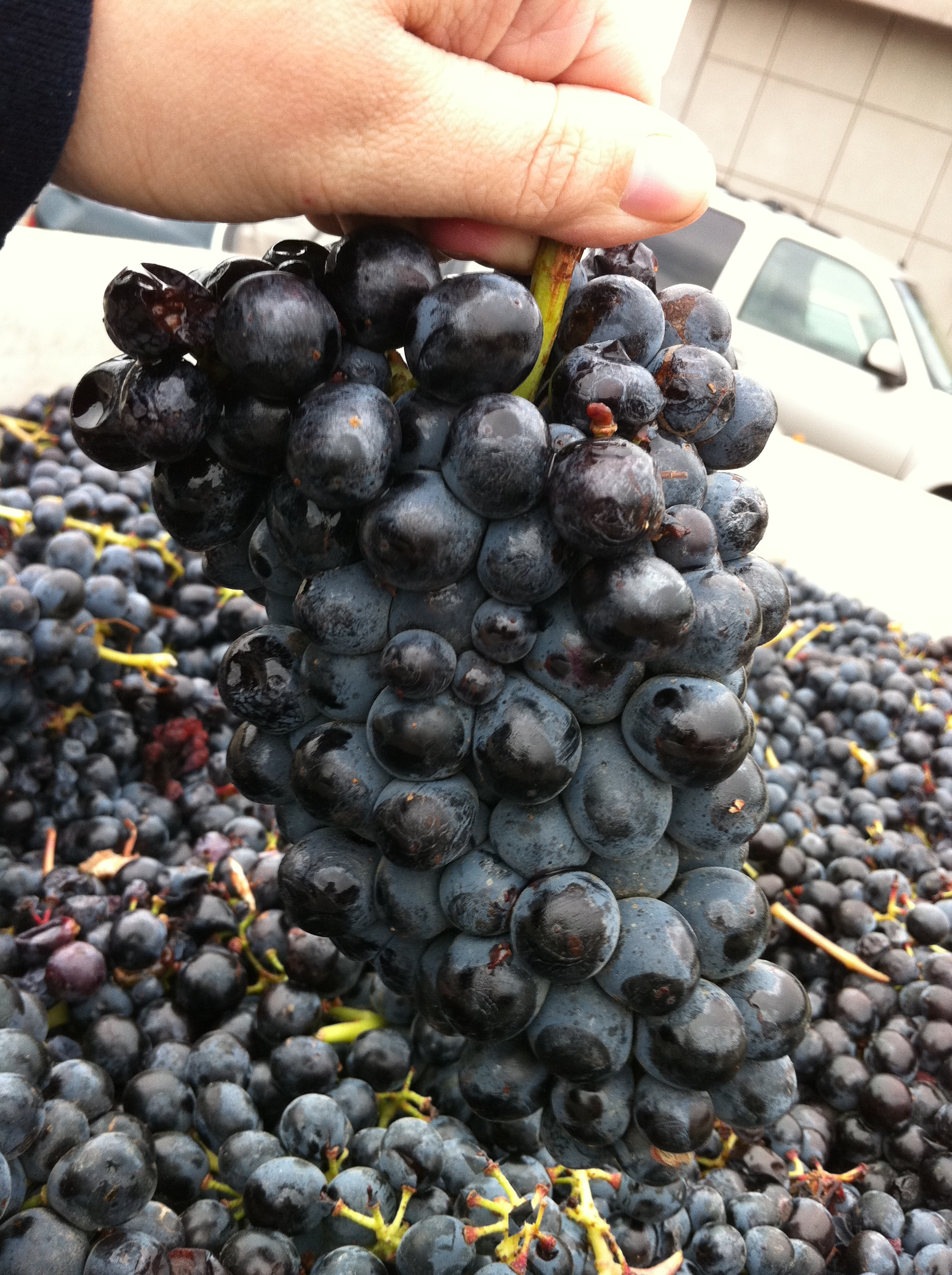
Гроно барбери

Барбера — автохтонний сорт червоного винограду з провінції П'ємонту, один з найвідоміших і широко поширених сортів в Італії. Барбера є другим за поширеністю сортом червоного винограду в Італії після санджовезе. 

## Розповсюдження
У П'ємонті Барбері відводиться головна роль, на її частку припадає 30% площ, що становить 13 900 га. Тут виділяють три основні виноробні зони — Монферрато (включає провінції Асті та частково Алессандрія); околиці міста Альба та пагорби Тортони. Барберу в обмежених кількостях також можна зустріти в південних регіонах Апеннінського півострова. Разом з італійськими емігрантами сорт потрапив до багатьох країн світу — його вирощують в Аргентині, Бразилії, Уругваї, Австралії тощо.

## Історія

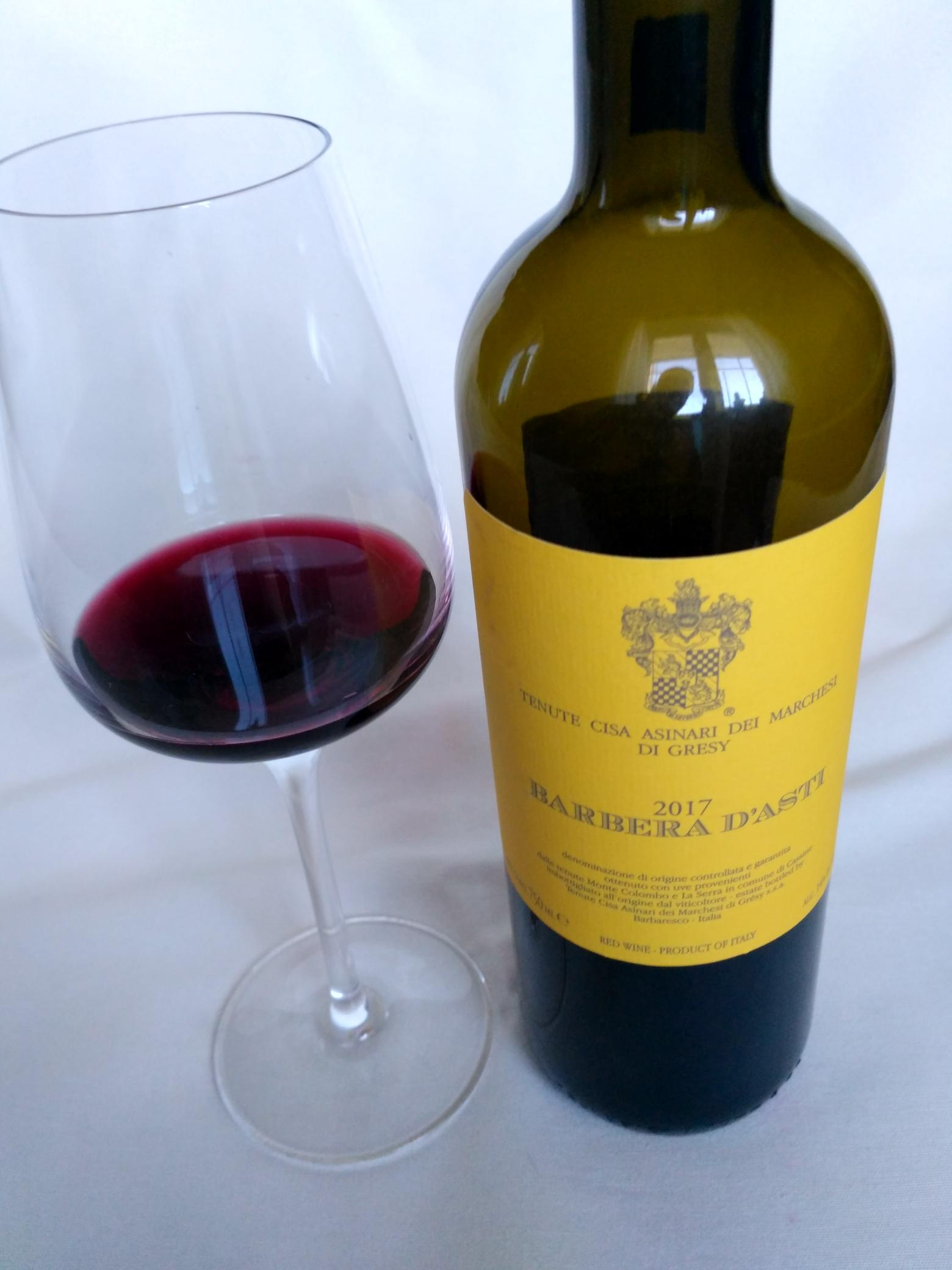
Пляшка Barbera d'Asti

Батьківщиною Барбери вважаються пагорби Монферрато в центральній частині П'ємонту, де цей сорт був відомий з XIII століття. В архівах кафедрального собору міста Казале-Монферрато зберігається документ, датований 1246–1277 рр., про оренду виноградника, засадженого лат. de bonis vitibus barbexinis, тобто Барбера. Недавні дослідження ДНК показали, що вона споріднена з франко-іспанським сортом Мурведр (ісп. «Mourvèdre»). Цікаво, що всі сорти винограду в італійській мові належать до чоловічого роду, і тільки Барбера в П'ємонті жіночого роду — італ. la Barbera, так склалося історично.

## Характеристика сорту
Барбера — високоврожайний сорт, який для отримання якісного вина потребує короткої підрізки (методом Гуйо), щоб обмежити його врожайність. Лист п'ятилопатевий. Ягоди середнього розміру, темно-синього кольору, з тонкою шкіркою, вкриті кутином. Грона середнього розміру, конусоподібної форми, дозрівають досить пізно, в кінці вересня — на початку жовтня. Сорт полюбляє теплий клімат і бідні ґрунти, багаті вапняком і глиною. Хоча може адаптуватися до практично будь-яких ґрунтів. У занадто спекотному кліматі якість вина суттєво знижується. Посухостійкість досить висока, морозостійкість до -21 °C. Як у будь-якого сорту з довгою історією, у Барбери існує кілька клонів, на сьогодні відомо близько 12, з них 4-5 найбільш поширених.

## Характеристика вина
Вина з Барбери бувають як тихими, так і ігристими. Вони відрізняються високою кислотністю і м'якими танінами, вони фруктові та елегантні, але відрізняються за стилем, залежно від зони розташування виноградників, способу винифікації й витримки. Для витримки Барбери використовують нержавіючі чани або дубові бочки. Типові аромати — вишня, слива, темні ягоди, ноти варення і прянощів. Вина, витримані в бочці набувають тони кориці, какао і лакриці. Вина з Барбери «теплі», оксамитові й свіжі, як фруктові й доброзичливі, вони легко поєднуються з різними стравами. Потенціал зберігання вин з Барбери — максимум 10 років, пік розвитку припадає на другий-третій рік.